# شوناو
شوناو (به فرانسوی: Schœnau) یک کمون در فرانسه است که در Canton of Marckolsheim واقع شده‌است.

## خصوصیات
شوناو ۱۰٫۳۷ کیلومترمربع مساحت و ۵۳۶ نفر جمعیت دارد.